# Кёрёши, Чаба
Ча́ба Кёрёши (венг. Kőrösi Csaba; род. 1958, Сегед) — венгерский дипломат, председатель 77-й сессии Генеральной Ассамблеи ООН.

## Биография
Родился в Сегеде в 1958 году. Окончил МГИМО и Университет Лидса (дипломатический курс). Учился в Еврейском институте Иерусалима, а также в Гарварде (стратегические переговоры).
С 1983 года работает в МИД Венгрии. Работал в Греции, Израиле и Ливии.
С 2005 по 2006 годы работал послом Венгрии в Греции.
С 2010 по 2015 годы постоянный представитель Венгрии при ООН.
С 2011 по 2012 работал заместителем председателя Генеральной ассамблеи ООН.
В 2022 году работал в отделе устойчивого развития администрации президента Венгрии.
На посту главы ГА ООН призвал прекратить конфликт на Украине. В своем интервью он сказал, что 11 чрезвычайная сессия ООН может быть созвана в течение 24 часов.
Свободно владеет английским, французским, арабским и русским языками

## Награды
- Орден заслуг (Венгрия).
- Орден заслуг (Польша).
- Орден Феникса (Греция).
- Суверенный Мальтийский Орден.